# Stražišče, Ravne na Koroškem
Stražišče je naselje v Občini Ravne na Koroškem.